# Fonti del testo greco della Bibbia

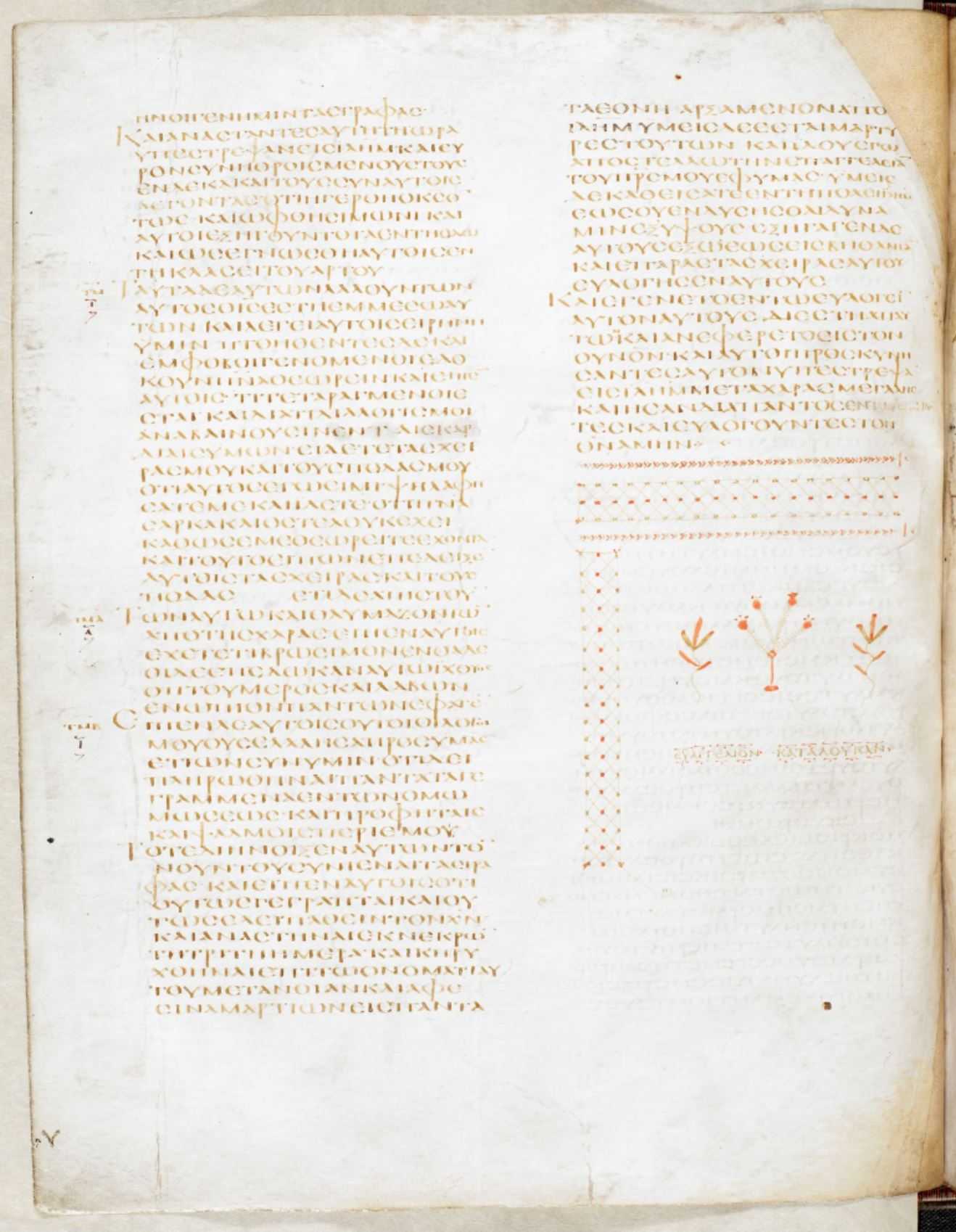
Una pagina del Codex Alexandrinus

Questa pagina descrive le antiche stesure della Bibbia pervenuteci in lingua greca, utilizzate come fonti per le edizioni successive.

## Manoscritti più antichi
I più antichi manoscritti dell'Antico Testamento nella traduzione greca nota come Bibbia dei Settanta o Septuaginta, sono:
- frammenti di Levitico e Deuteronomio, risalenti al II secolo a.C. (Rahlfs nn. 801, 819, e 957),
- frammenti del I secolo a.C. di Genesi, Levitico, Numeri, Deuteronomio e Profeti Minori (Rahlfs nn. 802, 803, 805, 848, 942, e 943).

I più antichi manoscritti del Nuovo Testamento sono i seguenti:
- Papiro 52 (Rylands): datato tra il 120-130 circa, è un frammento di un singolo foglio contenente nel fronte e retro 5 versetti di Giovanni (18,31-33;37-38). Originario dell'Egitto, è attualmente conservato a Manchester.
- Papiro 66 (Bodmer II): datato II secolo, contiene in 104 pagine danneggiate parti del Vangelo secondo Giovanni: i primi 14 capitoli quasi completi e parti degli altri 7. È attualmente conservato a Cologny, presso Ginevra.
- Papiro 45 (Chester Beatty I): datato alla metà del III secolo, contiene in 30 fogli ampi frammenti dei vangeli. Conservato a Dublino.
- Papiro 46 (Chester Beatty II): datato inizio del III secolo, contiene in 86 fogli frammenti del corpus paolino e della lettera agli Ebrei.
- Papiro 72 (Bodmer VIII): III-IV secolo, contiene frammenti delle epistole cattoliche più altri testi patristici. I fogli delle lettere di Pietro sono presso la Biblioteca Apostolica Vaticana, mentre il resto è conservato a Cologny.
- Papiro 75 (Bodmer XIV-XV): inizio del III secolo, contiene in 27 fogli ampi frammenti del Vangelo secondo Luca e i primi 14 capitoli di Giovanni. È attualmente conservato a Cologny.

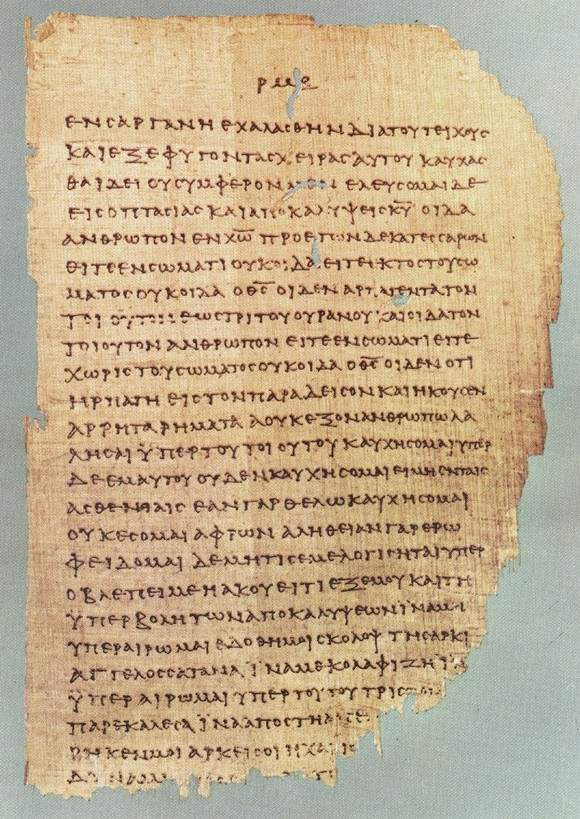
Una pagina del Papiro 46

## Manoscritti principali
Sono cinque i manoscritti della Bibbia in greco parzialmente completi particolarmente degni di nota, tutti maiuscoli e su pergamena: 
- Codice Alessandrino (A, da non confondere con l'omonimo codice ebraico di Aleppo), datato inizio o metà del V secolo, contiene quasi l'intera Bibbia: risultano perdute alcune parti più o meno ampie di Gen, 1Re, Sal, quasi tutto Mt, Gv, 2Cor. In appendice sono presenti alcuni scritti apostolici. Originario di Alessandria d'Egitto, donde il nome, è attualmente conservato al British Museum;
- Codice Vaticano (B), composto probabilmente in Egitto nel IV secolo, contiene quasi tutta la Bibbia: nei 759 fogli risultano perdute alcune parti più o meno ampie di Gen, 2Re, Sal, Eb, lettere paoline e Ap. Mancano completamente 1-2 Mac. In appendice sono presenti alcuni scritti apostolici. Considerato il più autorevole manoscritto, di base per le moderne edizioni critiche, è attualmente conservato nella Biblioteca Vaticana;
- Codice di Efrem (C), così detto perché fu cancellato nel XII secolo per lasciar posto ai testi del teologo siriano Efrem; parti della sottoscrittura sono ancora leggibili. Si crede che appartenga al V secolo, forse ad un periodo leggermente precedente rispetto al codice A. In origine conteneva tutto il testo biblico ma ora rimangono solo porzioni di tutti i libri. Attualmente è conservato a Parigi;
- Codice di Beza (D) o Cantabrigiensis (di Cambridge), così chiamato perché appartenne al calvinista Teodoro di Beza, dopo essere stato sottratto a un monastero di Lione dagli ugonotti. Contiene i Vangeli e gli Atti sia in greco che in latino. Risale al V secolo, originario probabilmente dall'Egitto o dall'Africa del nord. Attualmente è conservato a Cambridge;
- Codice Sinaitico (S o א): risalente alla metà del IV secolo. Fu progressivamente ritrovato da Konstantin von Tischendorf nella biblioteca del monastero di Santa Caterina presso il monte Sinai, a partire dal 1844, con una serie di peripezie romanzate che rasentano l'onirico. Attualmente è conservato presso la British Library. Originariamente conteneva tutta la Bibbia: nei 346 fogli che compongono il codice risultano mancanti diversi brani più o meno ampi di Gen, Nm, 1Cr, Esd, Lam. Il Nuovo Testamento è completo.

## Famiglie di manoscritti del Nuovo Testamento
A partire dal XIX secolo i manoscritti sono stati raggruppati in quattro famiglie o "tipi testuali": 
- tipo testuale occidentale (manoscritti indicati con la sigla Δ): sono i testimoni più antichi, chiamati così poiché la maggior parte di essi sono stati trovati nel territorio di quello che fu l'Impero romano d'Occidente;
- tipo testuale alessandrino (beta, B): sono i testimoni successivi più antichi, legati alla città di Alessandria d'Egitto;
- tipo testuale bizantino (o siriaco, o antiocheno, o A): sono la maggior parte dei testimoni disponibili a partire dal IX secolo;
- tipo testuale cesariense.

## Classificazione dei manoscritti del Nuovo Testamento
I 5306 manoscritti del Nuovo Testamento che ci sono pervenuti sono distinguibili in base al materiale del supporto, al tipo di scrittura, alla forma del supporto.
In base al materiale del supporto possono essere:
- papiri, ricavati dall'omonima pianta, usati fino al V secolo.
- pergamene, cioè scritti su pelle di pecora conciata, usata dal V al XII secolo, quando venne progressivamente sostituita dalla carta.

In base al tipo di scrittura possono essere:
- onciali (o unciali, nella forma latinizzante), precedenti al X secolo, scritti in maiuscole greche, senza alcuno stacco fra le differenti parole (scriptio continua) e con poca distanza anche fra le diverse righe. Sono 274 sono i principali manoscritti onciali ancora esistenti;
- corsivi, in piccole lettere greche, è una forma di scritto nella quale le lettere sono connesse come nella calligrafia corsiva, senza interruzioni per parole o versi. A partire dal X secolo ha progressivamente sostituito lo stile onciale. È chiamata anche scrittura minuscola.

In base alla forma del supporto possono essere:
- rotoli: il testo è scritto su più colonne su una lunga striscia orizzontale, solo su un lato, per essere letto va avvolto in un senso o nell'altro. Nelle sinagoghe ebraiche i libri della Torah sono su rotoli.
- codici: cioè gli attuali libri, sono singoli fogli puntati su un fianco e scritti in entrambi i versi. Tale sistema soppiantò tra il II-V secolo i rotoli: il codice è più maneggevole, più facile da consultare (si legge senza bisogno di utilizzare due mani, resta aperto da solo), i riferimenti sono fatti in modo più semplice numerando le pagine, contiene più testo rispetto al rotolo essendo scritto su entrambi i lati.

La prima classificazione dei manoscritti risale al tedesco Johann Jacob Wettstein (1693-1754), il quale, conoscendo circa 200 manoscritti, realizzò una duplice classificazione per i codici maiuscoli (onciali) e per minuscoli (corsivi). Designò i codici maiuscoli con lettere maiuscole, in ordine alfabetico, tassonomia tuttora prevalente:
- A = Codice alessandrino
- B = Codice Vaticano
- C = Codice di Efrem rescritto
- D = Codice di Beza Cantabrigiensis
- ecc.

Il codice Sinaitico viene indicato dalla duplice dicitura S o א.
Solo nel 1908 venne elaborata una nuova classificazione ad opera di Caspar René Gregory (1846-1917), statunitense di nascita, tedesco di elezione (morì durante la prima guerra mondiale, combattendo come volontario dalla parte dei tedeschi; si era arruolato a sessantotto anni). Gregory compilò una nuova lista di sigle che viene usata ancora oggi. In base a questo sistema la classificazione è la seguente:
- I papiri vengono designati con la sigla P seguita da un numero ad esponente (anche se spesso per semplicità viene lasciato indicato sulla linea base).
- I codici in maiuscola con uno zero premesso a un numero, mantenendo però anche le lettere alfabetiche del Wettstein e dei suoi successori fino a 045 (A = 01, B = 02, ecc.).
- I codici in minuscola con numeri arabi (1, 2, 3, ecc.).
- I lezionari con numeri arabici preceduti dalla lettera l (l1, l2, ecc.).

I manoscritti del Nuovo Testamento presentano molte più discordanze tra essi di quanto non avvenga per i testi ebraici della Bibbia. La cause di tali diversità di lezioni sono riconducibili a confusione di lettere, stanchezza del copista, mancanza di una luminosità adeguata, corruzione del supporto testuale, ma ad essi va affiancata una consapevolezza dell'immutabilità del testo recepito sicuramente minore di quella che ne avevano i colleghi giudei. Fa sorridere l'avvertimento di uno scriba in margine al testo della Lettera agli ebrei nel Codice Vaticano: 
(avvertimento di uno scriba in margine al testo della Lettera agli ebrei)

## Edizioni critiche
In epoca moderna si è fatta sentire come ancora più pressante che nel campo veterotestamentario l'esigenza di un testo critico che sapesse compiere una affidabile sintesi tra la moltitudine di varianti dei manoscritti greci. 
Tra le molte edizioni a stampa realizzate, del solo Nuovo Testamento o di tutto il testo biblico in greco (Septuaginta e Nuovo Testamento):
- La poliglotta Complutense (dal nome latino della città spagnola di Alcalá de Henares) è la prima edizione critica stampata, terminata nel 1514, ma pubblicata nel 1520, realizzata dal card. Francisco Jiménez de Cisneros (Ximenes). Conteneva l'Antico Testamento in ebraico, greco, latino, il pentateuco aramaico. Il testo greco della Septuaginta era quello secondo la recensione di Origene nell'Esapla.
- L'editore tedesco Johann Froben, volendo battere sul tempo la pubblicazione della Complutense, commissionò la composizione di un testo greco all'umanista Erasmo, che portò precipitosamente a termine il lavoro tra il 1515-16 (1518; 1522), inserendo tra l'altro in molti passi un testo retrovertito dal latino (!). Nonostante l'imperfezione del lavoro, per la fama del curatore fu per i secoli successivi considerata textus receptus, cioè ufficiale.
- L'Edizione Aldina (dal curatore Aldo Manuzio), pubblicata a Venezia nel 1518. L'editore sostenne che l'opera si basava su antichi manoscritti, senza però specificare quali. Il testo comunque è molto vicino al Codex Vaticanus.
- 1534, di Simon Colinaeus.
- Robert Estienne (Stephanus) del 1550, che introdusse a partire dall'edizione 1551 la numerazione dei versetti come la conosciamo oggi.
- L'Edizione Romana o Sistina riproduce quasi esclusivamente il Codex Vaticanus. La sua realizzazione fu diretta dal Cardinal Carafa e vide la luce nel 1586, sotto il patrocinio di papa Sisto V. L'opera aveva come intento principale quello di coadiuvare la revisione della Vulgata, indetta dal Concilio di Trento, che fu terminata nel 1592 (è la cosiddetta Vulgata Clementina). L'edizione Sistina subì numerose revisioni ed edizioni, tra cui: l'edizione di Holmes e Pearsons (Oxford, 1798-1827); la settima edizione di Tischendorf, apparsa a Lipsia tra 1850 e 1887; l'edizione di Swete (Cambridge, 1887-95, 1901, 1909).
- Abraham Elzevir (1624, 1633) è fondamentalmente una copia della Stephanus, e soppiantò l'edizione di Erasmo come textus receptus.
- 1565, 1611, di Theodoro di Beza.
- 1586, edizione romana o sistina del card. Caraffa.
- 1675, di John Fell.
- 1689-1693, di Richard Simon.
- L'edizione di Grabe fu pubblicata a Oxford tra 1707 e 1720. Riproduce, in maniera imperfetta, il Codex Alexandrinus.
- 1734, di Johann Albrecht Bengel, che applicò il noto principio della lectio difficilior (tra due lezioni discordanti va preferita come originale quella più difficile, difficilmente frutto di elaborazione di un copista).
- 1751-2, di Johann Jakob Wettstein.
- 1775-1777, di Johann Jakob Griesbach.
- 1831, di Karl Lachmann.
- 1894, edizione Scrivener.
- 1841, 1872, editio maior (cioè contenente tutte le varianti dei manoscritti) di Costantin von Tischendor, basatosi sul codice Sinaitico da lui ritrovato.
- 1881, di Alexander Souter.
- 1881, fondamentale l'edizione di Brooke Foss Westcott e Fenton John Anthony Hort (detta dunque Westcott-Hort, WH), che preferirono ai tardi e variegati manoscritti bizantini il Codice Vaticano. Fu considerata textus receptus.
- 1889, di William Sanday, mise in luce le differenze tra la Stephanus e la Westcott-Hort.
- 1892, di Albert Huck.
- 1902-1913, di Hermann Freiherr von Soden.
- 1894, di Bernhard Weiss.
- 1920, di Heinrich Joseph Vogels.
- 1933, di Augustinus Merk, con testo greco e latino, ebbe grande diffusione in campo cattolico. Contiene un testo eclettico che privilegia la tradizione alessandrina.
- 1943, di José Maria Bover, che preferisce la tradizione alessandrina;
- 1961, di R. V. G. Tasker.
- 1982, di Zane C. Hodges e Arthur L. Farstad, che preferiscono la tradizione bizantina;
- 1982, di Reuben J. Swanson.

## Edizioni critiche dell'Antico Testamento
Il testo critico (cioè che tiene conto delle varianti dei principali testimoni) usato attualmente come modello per il testo dell'Antico Testamento in greco, cioè la Settanta, è l'edizione Rahlfs della Septuaginta, realizzata nel 1935 dal filologo tedesco Alfred Rahlfsː Septuaginta, id est Vetus Testamentum Graece iuxta LXX interpretes.
Nel 2006 è stata pubblicata una editio altera a cura di  Robert Hanhart che è divenuta il nuovo testo di riferimento, indicato come "Rahlfs-Hanhart".

## Edizioni critiche del Nuovo Testamento
Nel 1898 usciva la prima edizione del Novum Testamentum Graece (NTG) di Eberhard Nestle (1851-1913), che ebbe moltissime edizioni successive. Deriva dal confronto del testo delle edizioni Tischendorf, Westcott-Hort e Weymouth (abbandonata poi dal 1901 a favore della Weiss). A partire dalla edizione del 1927 il figlio Erwin Nestle aggiunse un apparato di critica testuale. Dalla edizione del 1952 divenne co-redattore Kurt Aland (1915-1994), che revisionò il testo alla luce dei manoscritti che erano stati ritrovati nel XX secolo; , questa edizione è citata come Nestle-Aland (NA).
Nel 1955 si costituì il comitato editoriale del Greek New Testament (GNT). Originariamente era composto da Matthew Black, Kurt Aland, Bruce Metzger, Allen Wikgren e Arthur Vööbus, sostituito poi da Carlo Maria Martini. Dal 1982 ne entrarono a far parte anche Barbara Aland e Johannes Karavidopoulos. Tale comitato produsse nel 1966 una edizione critica detta appunto Greek New Testament (GNT) o anche UBSE, United Bible Societies Editions.
L'edizione del 1975 del GNT raccoglie il lavoro svolto in preparazione alla 26ª edizione del NTG. In tal modo, il testo della GNT3 e della NTG26 (=NA26) è dunque lo stesso, sebbene le due edizioni dispongano di un apparato critico diverso: il GNT, pianificato per i traduttori, offre un apparato di varianti solo per una scelta di passi, nel quale ogni variante è documentata; il NTG invece illustra criticamente il formarsi del testo, offrendo un apparato che riguarda il testo in tutta la sua ampiezza e abbraccia in particolare la tradizione più antica, senza tuttavia fornire una documentazione completa.
In seguito a un accordo fra il Vaticano e le United Bible Societies protestanti, l'identico testo delle due edizioni è alla base di tutte le nuove traduzioni e revisioni che avvengono sotto il loro controllo.
Le attuali edizioni del GNT5 e NTG28 riportano ampliamenti e modifiche nell'apparato critico.